# 인터콘티넨털컵 (축구)
인터콘티넨털컵(Intercontinental Cup)은 유럽의 UEFA 챔피언스리그 우승 팀과 남아메리카의 코파 리베르타도레스 우승 팀이 승부를 겨루던 축구 대회이다. 이 대회는 1960년에 출범하여 매년 개최되어왔으며 유럽 축구 연맹(UEFA)과 남미 축구 연맹(CONMEBOL)이 공동으로 주관했다.
1980년부터 2004년까지는 일본의 자동차 제조 회사인 토요타 자동차가 메인 스폰서를 해 왔기 때문에 일반적으로 토요타컵(Toyota Cup)이라고 불리는 경우가 많았다. 이 대회는 유럽과 남아메리카 단 두 대륙의 클럽 대항전 우승 클럽만 참가하는 대회였지만 그동안 사실상 유럽과 남아메리카가 세계 축구의 중심 역할을 해왔기 때문에 이 대회에서 우승한 클럽은 세계 최강의 클럽으로 인정받을 수 있었다.
1960년부터 1979년까지는 홈 앤 어웨이 방식으로 진행되었지만 1980년부터 2004년까지는 일본에서 단판 승부 형식으로 진행되었다. 2004년을 마지막으로 토요타컵은 국제 축구 연맹에 의해 인수되었다. 그 후 FIFA 클럽 월드컵에 흡수되며 공식적으로 폐지되었다. 그리하여 2005년부터는 유럽과 남아메리카 이외의 다른 대륙의 클럽 대항전 우승 클럽도 참가하는 FIFA 클럽 월드컵으로 대체되었다.

## 역대 기록

### 경기 결과
| 연도 | 우승                              | 결과                     | 준우승                              | 경기장                                                                                                   |
| ---- | --------------------------------- | ------------------------ | ----------------------------------- | --- |
| 1960 | 레알 마드리드 ( 스페인)           | 0 - 0 5 - 1              | 페냐롤 ( 우루과이)                  | 에스타디오 센테나리오, 몬테비데오 산티아고 베르나베우, 마드리드                                          |
| 1961 | 페냐롤 ( 우루과이)                | 0 - 1 5 - 0 2 - 1        | 벤피카 ( 포르투갈)                  | 이스타디우 다 루스, 리스본 에스타디오 센테나리오, 몬테비데오 에스타디오 센테나리오, 몬테비데오           |
| 1962 | 산투스 ( 브라질)                  | 3 - 2 5 - 2              | 벤피카 ( 포르투갈)                  | 마라카낭 경기장, 리우데자네이루 이스타디우 다 루스, 리스본                                               |
| 1963 | 산투스 ( 브라질)                  | 2 - 4 4 - 2 1 - 0        | 밀란 ( 이탈리아)                    | 스타디오 주세페 메아차, 밀라노 마라카낭 경기장, 리우데자네이루 마라카낭 경기장, 리우데자네이루           |
| 1964 | 인테르나치오날레 ( 이탈리아)      | 0 - 1 2 - 0 1 - 0        | 인데펜디엔테 ( 아르헨티나)          | 리베르타도레스 경기장, 아베야네다 스타디오 주세페 메아차, 밀라노 산티아고 베르나베우, 마드리드           |
| 1965 | 인테르나치오날레 ( 이탈리아)      | 3 - 0 0 - 0              | 인데펜디엔테 ( 아르헨티나)          | 스타디오 주세페 메아차, 밀라노 리베르타도레스 경기장, 아베야네다                                         |
| 1966 | 페냐롤 ( 우루과이)                | 2 - 0                    | 레알 마드리드 ( 스페인)             | 에스타디오 센테나리오, 몬테비데오 산티아고 베르나베우, 마드리드                                          |
| 1967 | 라싱 ( 아르헨티나)                | 0 - 1 2 - 1 1 - 0        | 셀틱 ( 스코틀랜드)                  | 햄던 파크, 글래스고 에스타디오 프레시덴테 후안 도밍고 페론, 아베야네다 에스타디오 센테나리오, 몬테비데오 |
| 1968 | 에스투디안테스 ( 아르헨티나)      | 1 - 0 1 - 1              | 맨체스터 유나이티드 ( 잉글랜드)     | 라 봄보네라, 부에노스 아이레스 올드 트래퍼드, 맨체스터                                                   |
| 1969 | 밀란 ( 이탈리아)                  | 3 - 0 1 - 2              | 에스투디안테스 ( 아르헨티나)        | 스타디오 주세페 메아차, 밀라노 라 봄보네라, 부에노스 아이레스                                            |
| 1970 | 페예노르트 ( 네덜란드)            | 2 - 2 1 - 0              | 에스투디안테스 ( 아르헨티나)        | 라 봄보네라, 부에노스 아이레스 페예노르트 경기장, 로테르담                                               |
| 1971 | 나시오날 ( 우루과이)              | 1 - 1 2 - 1              | 파나티나이코스 ( 그리스)            | 카라이스카키스 경기장, 피레아스 에스타디오 센테나리오, 몬테비데오                                        |
| 1972 | 아약스 ( 네덜란드)                | 1 - 1 3 - 0              | 인데펜디엔테 ( 아르헨티나)          | 리베르타도레스 경기장, 아베야네다 올림픽 경기장, 암스테르담                                              |
| 1973 | 인데펜디엔테 ( 아르헨티나)        | 1 - 0                    | 유벤투스 ( 이탈리아)                | 스타디오 올림피코, 로마                                                                                  |
| 1974 | 아틀레티코 마드리드 ( 스페인)     | 0 - 1 2 - 0              | 인데펜디엔테 ( 아르헨티나)          | 리베르타도레스 경기장, 아베야네다 비센테 칼데론 경기장, 마드리드                                         |
| 1975 |                                   | 대회 취소                |                                     | - |
| 1976 | 바이에른 뮌헨 ( 서독)             | 2 - 0 0 - 0              | 크루제이루 ( 브라질)                | 올림픽 경기장, 뮌헨 미네이랑, 벨루오리존치                                                               |
| 1977 | 보카 주니어스 ( 아르헨티나)       | 2 - 2 3 - 0              | 보루시아 묀헨글라트바흐 ( 서독)     | 라 봄보네라, 부에노스아이레스 빌트파크슈타디온, 카를스루에                                               |
| 1978 |                                   | 대회 취소                |                                     | - |
| 1979 | 올림피아 ( 파라과이)              | 1 - 0 2 - 1              | 말뫼 ( 스웨덴)                      | 말뫼 경기장, 말뫼 에스타디오 데펜소레스 델 차코, 아순시온                                                |
| 1980 | 나시오날 ( 우루과이)              | 1 - 0                    | 노팅엄 포리스트 ( 잉글랜드)         | 국립경기장, 도쿄                                                                                         |
| 1981 | 플라멩구 ( 브라질)                | 3 - 0                    | 리버풀 ( 잉글랜드)                  | 국립경기장, 도쿄                                                                                         |
| 1982 | 페냐롤 ( 우루과이)                | 2 - 0                    | 애스턴 빌라 ( 잉글랜드)             | 국립경기장, 도쿄                                                                                         |
| 1983 | 그레미우 ( 브라질)                | 2 - 1 연장전             | 함부르크 ( 서독)                    | 국립경기장, 도쿄                                                                                         |
| 1984 | 인데펜디엔테 ( 아르헨티나)        | 1 - 0                    | 리버풀 ( 잉글랜드)                  | 국립경기장, 도쿄                                                                                         |
| 1985 | 유벤투스 ( 이탈리아)              | 2 - 2 연장전 4 - 2 (PSO) | 아르헨티노스 주니어스 ( 아르헨티나) | 국립경기장, 도쿄                                                                                         |
| 1986 | 리버 플레이트 ( 아르헨티나)       | 1 - 0                    | 스테아우아 부쿠레슈티 ( 루마니아)   | 국립경기장, 도쿄                                                                                         |
| 1987 | 포르투 ( 포르투갈)                | 2 - 1 연장전             | 페냐롤 ( 우루과이)                  | 국립경기장, 도쿄                                                                                         |
| 1988 | 나시오날 ( 우루과이)              | 2 - 2 연장전 7 - 6 (PSO) | PSV 에인트호번 ( 네덜란드)          | 국립경기장, 도쿄                                                                                         |
| 1989 | 밀란 ( 이탈리아)                  | 1 - 0 연장전             | 아틀레티코 나시오날 ( 콜롬비아)     | 국립경기장, 도쿄                                                                                         |
| 1990 | 밀란 ( 이탈리아)                  | 3 - 0                    | 올림피아 ( 파라과이)                | 국립경기장, 도쿄                                                                                         |
| 1991 | 츠르베나 즈베즈다 ( 유고슬라비아) | 3 - 0                    | 콜로-콜로 ( 칠레)                   | 국립경기장, 도쿄                                                                                         |
| 1992 | 상파울루 ( 브라질)                | 2 - 1                    | 바르셀로나 ( 스페인)                | 국립경기장, 도쿄                                                                                         |
| 1993 | 상파울루 ( 브라질)                | 3 - 2                    | 밀란 ( 이탈리아)                    | 국립경기장, 도쿄                                                                                         |
| 1994 | 벨레스 사르스피엘드 ( 아르헨티나) | 2 - 0                    | 밀란 ( 이탈리아)                    | 국립경기장, 도쿄                                                                                         |
| 1995 | 아약스 ( 네덜란드)                | 0 - 0 연장전 4 - 3 (PSO) | 그레미우 ( 브라질)                  | 국립경기장, 도쿄                                                                                         |
| 1996 | 유벤투스 ( 이탈리아)              | 1 - 0                    | 리버 플레이트 ( 아르헨티나)         | 국립경기장, 도쿄                                                                                         |
| 1997 | 보루시아 도르트문트 ( 독일)       | 2 - 0                    | 크루제이루 ( 브라질)                | 국립경기장, 도쿄                                                                                         |
| 1998 | 레알 마드리드 ( 스페인)           | 2 - 1                    | 바스쿠 다 가마 ( 브라질)            | 국립경기장, 도쿄                                                                                         |
| 1999 | 맨체스터 유나이티드 ( 잉글랜드)   | 1 - 0                    | 파우메이라스 ( 브라질)              | 국립경기장, 도쿄                                                                                         |
| 2000 | 보카 주니어스 ( 아르헨티나)       | 2 - 1                    | 레알 마드리드 ( 스페인)             | 국립경기장, 도쿄                                                                                         |
| 2001 | 바이에른 뮌헨 ( 독일)             | 1 - 0 연장전             | 보카 주니어스 ( 아르헨티나)         | 국립경기장, 도쿄                                                                                         |
| 2002 | 레알 마드리드 ( 스페인)           | 2 - 0                    | 올림피아 ( 파라과이)                | 국제종합경기장, 요코하마                                                                                 |
| 2003 | 보카 주니어스 ( 아르헨티나)       | 1 - 1 연장전 3 - 1 (PSO) | 밀란 ( 이탈리아)                    | 국제종합경기장, 요코하마                                                                                 |
| 2004 | 포르투 ( 포르투갈)                | 0 - 0 연장전 8 - 7 (PSO) | 온세 칼다스 ( 콜롬비아)             | 국제종합경기장, 요코하마                                                                                 |

### 팀별 우승 횟수
| 클럽                    | 우승                 | 준우승                     |
| ----------------------- | -------------------- | -------------------------- |
| 밀란                    | 3 (1969, 1989, 1990) | 4 (1963, 1993, 1994, 2003) |
| 페냐롤                  | 3 (1961, 1966, 1982) | 2 (1960, 1987)             |
| 레알 마드리드           | 3 (1960, 1998, 2002) | 2 (1966, 2000)             |
| 보카 주니어스           | 3 (1977, 2000, 2003) | 1 (2001)                   |
| 나시오날                | 3 (1971, 1980, 1988) | 0                          |
| 인데펜디엔테            | 2 (1973, 1984)       | 4 (1964, 1965, 1972, 1974) |
| 유벤투스                | 2 (1985, 1996)       | 1 (1973)                   |
| 산투스                  | 2 (1962, 1963)       | 0                          |
| 인테르나치오날레        | 2 (1964, 1965)       | 0                          |
| 상파울루                | 2 (1992, 1993)       | 0                          |
| 아약스                  | 2 (1972, 1995)       | 0                          |
| 바이에른 뮌헨           | 2 (1976, 2001)       | 0                          |
| 포르투                  | 2 (1987, 2004)       | 0                          |
| 에스투디안테스          | 1 (1968)             | 2 (1969, 1970)             |
| 올림피아                | 1 (1979)             | 2 (1990, 2002)             |
| 그레미우                | 1 (1983)             | 1 (1995)                   |
| 리버 플레이트           | 1 (1986)             | 1 (1996)                   |
| 맨체스터 유나이티드     | 1 (1999)             | 1 (1968)                   |
| 라싱                    | 1 (1967)             | 0                          |
| 페예노르트              | 1 (1970)             | 0                          |
| 아틀레티코 마드리드     | 1 (1974)             | 0                          |
| 플라멩구                | 1 (1981)             | 0                          |
| 츠르베나 즈베즈다       | 1 (1991)             | 0                          |
| 벨레스 사르스피엘드     | 1 (1994)             | 0                          |
| 보루시아 도르트문트     | 1 (1997)             | 0                          |
| 벤피카                  | 0                    | 2 (1961, 1962)             |
| 리버풀                  | 0                    | 2 (1981, 1984)             |
| 크루제이루              | 0                    | 2 (1976, 1997)             |
| 셀틱                    | 0                    | 1 (1967)                   |
| 파나티나이코스          | 0                    | 1 (1971)                   |
| 보루시아 묀헨글라트바흐 | 0                    | 1 (1977)                   |
| 말뫼                    | 0                    | 1 (1979)                   |
| 노팅엄 포리스트         | 0                    | 1 (1980)                   |
| 애스턴 빌라             | 0                    | 1 (1982)                   |
| 함부르크                | 0                    | 1 (1983)                   |
| 아르헨티노스 주니어스   | 0                    | 1 (1985)                   |
| 스테아우아 부쿠레슈티   | 0                    | 1 (1986)                   |
| PSV 에인트호번          | 0                    | 1 (1988)                   |
| 아틀레티코 나시오날     | 0                    | 1 (1989)                   |
| 콜로-콜로               | 0                    | 1 (1991)                   |
| 바르셀로나              | 0                    | 1 (1992)                   |
| 바스쿠 다 가마          | 0                    | 1 (1998)                   |
| 파우메이라스            | 0                    | 1 (1999)                   |
| 온세 칼다스             | 0                    | 1 (2004)                   |

### 국가별 우승 횟수
| 국명         | 우승 횟수 | 준우승 횟수 |
| ------------ | --------- | ----------- |
| 아르헨티나   | 9         | 9           |
| 이탈리아     | 7         | 5           |
| 브라질       | 6         | 5           |
| 우루과이     | 6         | 2           |
| 스페인       | 4         | 3           |
| 독일         | 3         | 2           |
| 네덜란드     | 3         | 1           |
| 포르투갈     | 2         | 2           |
| 잉글랜드     | 1         | 5           |
| 파라과이     | 1         | 2           |
| 유고슬라비아 | 1         | 0           |
| 콜롬비아     | 0         | 2           |
| 스코틀랜드   | 0         | 1           |
| 그리스       | 0         | 1           |
| 스웨덴       | 0         | 1           |
| 루마니아     | 0         | 1           |
| 칠레         | 0         | 1           |

- 2004년까지 남미 클럽이 22번, 유럽 클럽이 21번 우승했다.

## 같이 보기
- FIFA 인터콘티넨털컵
- FIFA 클럽 월드컵
- 코파 리베르타도레스
- UEFA 챔피언스리그